# Lago Kochel
Kochel (em alemão: Kochelsee)[a] é um lago situado a 70 milhas ao sul de Munique, no sopé dos Alpes da Baviera. Estima-se que tenha surgido ao fim da última Idade do Gelo.